# Enrico Casarosa
Enrico Casarosa (Gênova, Itália, 20 de novembro de 1971) é um cineasta, roteirista, artista de storyboard e ilustrador italiano. Como reconhecimento, foi nomeado ao Oscar 2012 na categoria de Melhor Animação em Curta-metragem por La Luna. Em 2022, foi indicado ao Oscar de Melhor Filme de Animação por Luca.

## Início da vida
Casarosa nasceu em Gênova, Itália, e mudou-se para Nova Iorque aos vinte e poucos anos, para estudar animação na Escola de Artes Visuais e Ilustração na Fashion Institute of Technology.

## Carreira
Ele então trabalhou como designer de fundo e artista de storyboard em várias séries de televisão do Disney Channel, incluindo 101 Dálmatas: A Série e PB&J Otter. Antes de ingressar na Pixar, Casarosa trabalhou como artista de storyboard na Blue Sky Studios em A Era do Gelo.
Em 2002, Casarosa ingressou na Pixar, onde trabalhou como artista de storyboard em Carros, Ratatouille, Up - Altas Aventuras e Carros 2. No final de 2004, Casarosa iniciou uma comunidade de maratonas de desenhos chamada SketchCrawl e vem organizando o evento desde então. Em 2011, seu curta-metragem La Luna estreou no Festival de Cinema de Animação de Annecy, na França, e foi lançado nos cinemas junto de Valente, em 2012.
Ele então trabalhou como chefe de história em O Bom Dinossauro quando Bob Peterson estava dirigindo o projeto no começo de 2011, e como artista de storyboard em Viva: A Vida É uma Festa.
Mais recentemente, Casarosa dirigiu o filme Luca, lançado no Disney+ em 18 de junho de 2021, nos Estados Unidos.  O filme recebeu críticas geralmente positivas dos críticos por sua sensação nostálgica e atuação e o filme ganhou um prêmio da Hollywood Critics Association de Melhor Filme.

## Filmografia

### Longas-metragens
| Ano  | Título                              | Diretor | Escritor | Supervisor de história | Artista de storyboard | Outro | Dublador                              | Notas                            |
| ---- | ----------------------------------- | ------- | -------- | ---------------------- | --------------------- | ----- | ------------------------------------- | -------------------------------- |
| 2002 | A Era do Gelo                       | Não     | Não      | Não                    | Sim                   | Não   |                                       |                                  |
| 2005 | Robôs                               | Não     | Não      | Não                    | Sem créditos          | Não   |                                       |                                  |
| 2006 | Carros                              | Não     | Não      | Não                    | Sem créditos          | Não   |                                       | [ 10 ]                           |
| 2007 | Ratatouille                         | Não     | Não      | Não                    | Sim                   | Não   |                                       |                                  |
| 2009 | Up - Altas Aventuras                | Não     | Não      | Não                    | Sim                   | Não   |                                       |                                  |
| 2011 | Carros 2                            | Não     | Não      | Não                    | Sim                   | Não   |                                       |                                  |
| 2015 | O Bom Dinossauro                    | Não     | Não      | Adicional              | Não                   | Não   |                                       | Supervisão de História Adicional |
| 2017 | Viva: A Vida É uma Festa            | Não     | Não      | Não                    | Sim                   | Sim   |                                       | Equipe criativa sênior da Pixar  |
| 2018 | Os Incríveis 2                      | Não     | Não      | Não                    | Não                   | Sim   |                                       | Equipe criativa sênior da Pixar  |
| 2019 | Toy Story 4                         | Não     | Não      | Não                    | Não                   | Sim   |                                       | Equipe criativa sênior da Pixar  |
| 2020 | Dois Irmãos: Uma Jornada Fantástica | Não     | Não      | Não                    | Não                   | Sim   |                                       | Equipe criativa sênior da Pixar  |
| 2020 | Soul                                | Não     | Não      | Não                    | Não                   | Sim   |                                       | Equipe criativa sênior da Pixar  |
| 2021 | Luca                                | Sim     | História | Não                    | Não                   | Sim   | Jogador de cartas / Pescador irritado | Equipe criativa sênior da Pixar  |
| 2022 | Red: Crescer é uma Fera             | Não     | Não      | Não                    | Não                   | Sim   |                                       | Equipe criativa sênior da Pixar  |
| 2022 | Lightyear                           | Não     | Não      | Não                    | Não                   | Sim   |                                       | Equipe criativa sênior da Pixar  |

#### Curtas-metragens
| Ano  | Título       | Diretor | Escritor | Artista de storyboard | Produtor Executivo |
| ---- | ------------ | ------- | -------- | --------------------- | ------------------ |
| 2011 | La Luna      | Sim     | Sim      | Não                   | Não                |
| 2016 | Piper        | Não     | Não      | Sim                   | Não                |
| 2021 | Ciao Alberto | Não     | Não      | Não                   | Sim                |

#### Séries de televisão
| Ano       | Título                                  | Função                                                                         |
| --------- | --------------------------------------- | ------------------------------------------------------------------------------ |
| 1996      | Princess Gwenevere and the Jewel Riders | 13 episódios Designer de plano de fundo, revisão de storyboard                 |
| 1997-1998 | 101 Dálmatas: A Série                   | 23 episódios Artista de storyboard, artista de revisão de storyboard, designer |
| 1998–2000 | PB&J Otter                              | 18 episódios Artista de fundo, artista de storyboard                           |

## Projetos especiais
Em 2008, Enrico Casarosa (junto com Ronnie del Carmen, Daisuke Tsutsumi e Yukino Pang) iniciou o Totoro Forest Project, uma exposição/leilão de angariação de fundos para apoiar a Totoro Forest Foundation, sem fins lucrativos. Esta iniciativa também produziu um livro de arte correspondente, reimprimindo as várias peças contribuídas e incluiu nomes como James Jean, Charles Vess, Iain McCaig e William Joyce, entre outros.